# バックファイヤー!
『バックファイヤー!』（原題：BACK FIRE!）は、アメリカ合衆国の映画作品。『バックドラフト』のパロディ作品である。

## キャスト
| 役名       | 俳優                     | 日本語吹替 |
| ---------- | ------------------------ | ---------- |
| ジェレミー | ジョン・モスビー         | 堀内賢雄   |
| サラ       | キャシー・アイアランド   | 水谷優子   |
| マーシャル | ロバート・ミッチャム     | 北村弘一   |
| 大物       | テリー・サバラス         | 宝亀克寿   |
| ジェシカ   | シェリー・ウィンタース   | 田中敦子   |
|            | イーディ・ファルコ       |            |
|            | クリステン・ジョンストン |            |

- その他の声の吹き替え：寺瀬今日子／雨蘭咲木子／丸山真奈実／浅野まゆみ／伊藤栄次／小野健一／寺内よりえ／小形満／小川里永子／大本眞基子／柳沢栄治／高瀬右光／くればやしたくみ